# Laraire

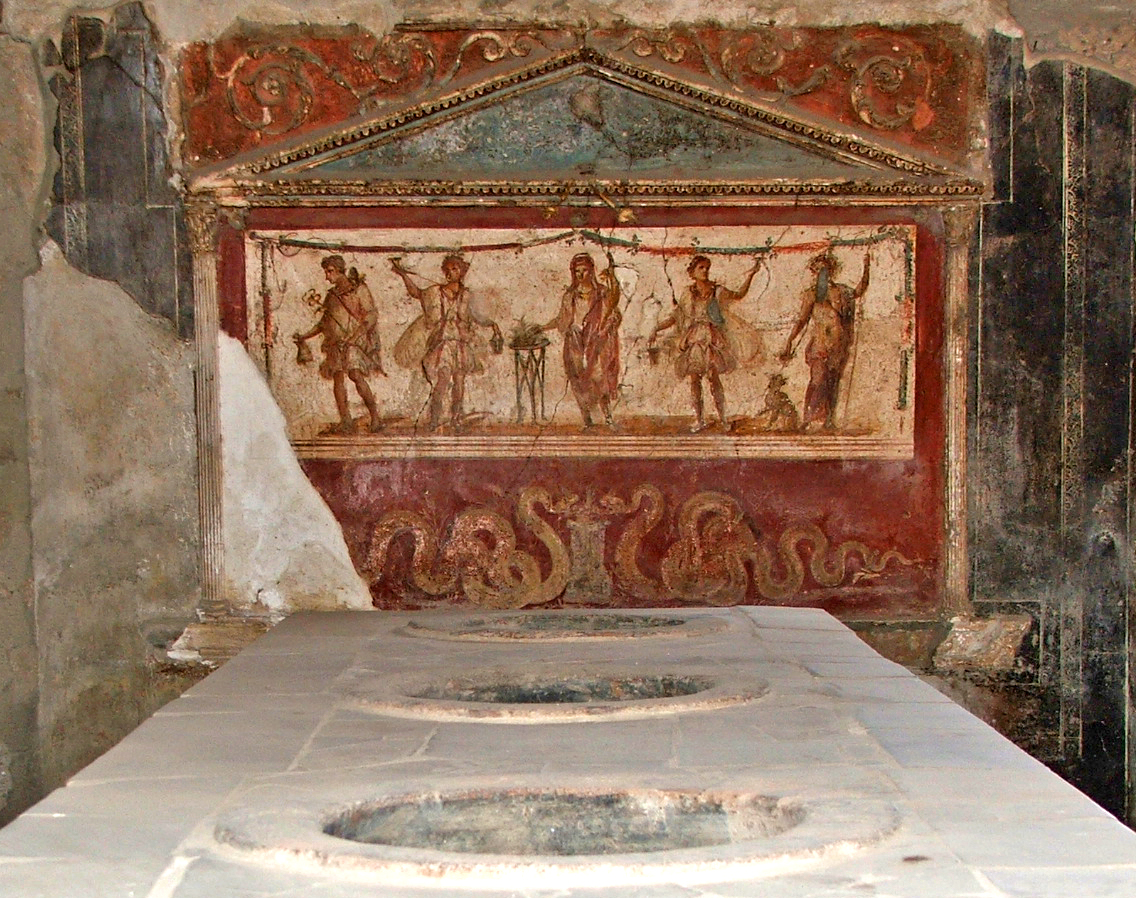

Le laraire, ou lararium est un autel ou sorte de petit sanctuaire destiné au culte des Lares, les dieux du foyer.
Un laraire, préservé dans le thermopolium dit de Vetudius Placidius[réf. nécessaire] à Pompéi, a la forme d’un petit temple : deux colonnes, surmontées d'un fronton triangulaire, et, au centre, l'ancêtre de la famille, vêtu d'une toge, fait une libation, entouré des Lares qui dansent en tenant en main un rhyton (corne d'abondance). En bas figure un serpent.